# منظمة عضوية
منظمة عضوية (بالإنجليزية: Membership organization)‏ هي أي منظمة تسمح للأشخاص أو الكيانات بالاشتراك، وغالبًا ما تطلب منهم دفع رسوم العضوية أو «الاشتراك». عادةً ما يكون لمؤسسات العضوية غرض معين، والذي يتضمن ربط الأشخاص معًا حول نشاط معين أو موقع جغرافي أو صناعة أو نشاط أو اهتمام أو مهمة أو مهنة معينة. قد يكون هذا ببساطة لتشجيع أو تسهيل التفاعل والتعاون، ولكنه غالبًا ما يتضمن أيضًا تعزيز وتعزيز الغرض نفسه.